# Rebola
Rebola è una città della Guinea Equatoriale. Si trova nella Provincia di Bioko Nord e ha 8.259 abitanti.